# Онимгер
Онимгер (каз. Онимгер, до 2011 г. — 30 лет Казахской ССР) — село в Мактааральском районе Туркестанской области Казахстана. Входит в состав сельского округа Жолдабая. Код КАТО — 514473200.

## Население
В 1999 году население села составляло 961 человек (479 мужчин и 482 женщины). По данным переписи 2009 года, в селе проживало 1208 человек (600 мужчин и 608 женщин).